# 化石燃料ロビー

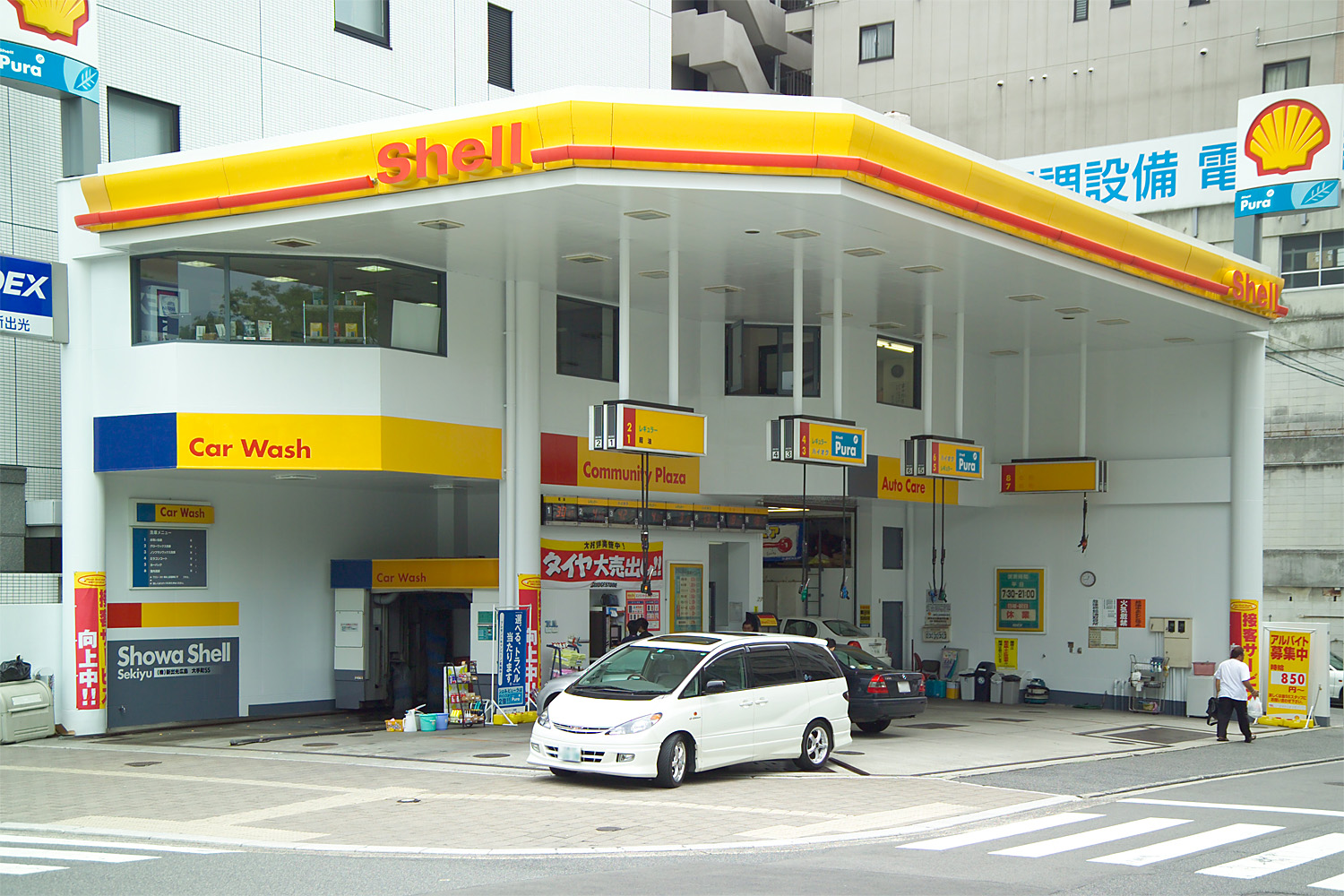
広島市のガソリンスタンド

化石燃料ロビー（かせきねんりょうロビー）は、化石燃料（石炭・石油・天然ガス）、化学工業、プラスチック、（航空をはじめとする）輸送などの産業に関係する企業とその支持者（保守系財団やシンクタンクなど）により行われるロビー活動である。これらの産業は、地域、国家、経済にとっての重要性が高いことから、潤沢な資金を費やして政府の気候変動対策、環境保護や環境衛生の政策を妨害している。
化石燃料ロビーは民主政と化石燃料集約型経済が発展した世界中の国で活発であり、特にアメリカ、オーストラリア、カナダ、ヨーロッパ諸国で最も多い。エクソンモービル、シェル、BP、トタルエナジーズ、シェブロン、コノコフィリップスなど大手石油産業による化石燃料ロビーが最大手である。
気候変動に関する政府間パネル（IPCC）、パリ協定、気候変動に関する国際連合枠組条約締約国会議（COP）などの国際フォーラムへの化石燃料ロビーの参加は批判されている。
化石燃料ロビーはまた、COVID-19の世界的流行、2022年ロシアのウクライナ侵攻などの国際的な危機を口実に規制を撤回させ、化石燃料の新規開発、化石燃料への補助金を正当化している。

## 影響

化石燃料産業の利益は2022年に過去最高となった。

化石燃料ロビーはグローバル・ガバナンスの利益と衝突してきた。
世相に合わせて、化石燃料ロビーは発信する地球温暖化に対する懐疑論の種類を変化させ、化石燃料の利用の継続を助長している。化石燃料産業は、表向きには2100年までに温暖化を2℃未満に抑えるパリ協定を支持すると述べている一方で、2050年に3℃を超えた場合の事業計画を立てている。
化石燃料ロビーの資金は、環境保護団体や再生可能エネルギー産業の支出を上回っている。

### アメリカ
アメリカ石油協会（API）は連邦政府に対して大きな影響力を持っている。特にブッシュ政権やトランプ政権下で、化石燃料ロビーが盛んに行われた。2000年から2016年にかけて化石燃料産業は化石燃料ロビーに20億ドルを費やした。2010年代後半には、国民の目を気候変動から逸らすために、10憶ドルが偽情報の発信に費やされている。

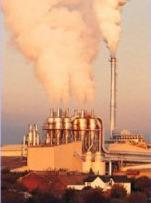
エネルギー企業の製油所は大量に大気汚染物質を排出する

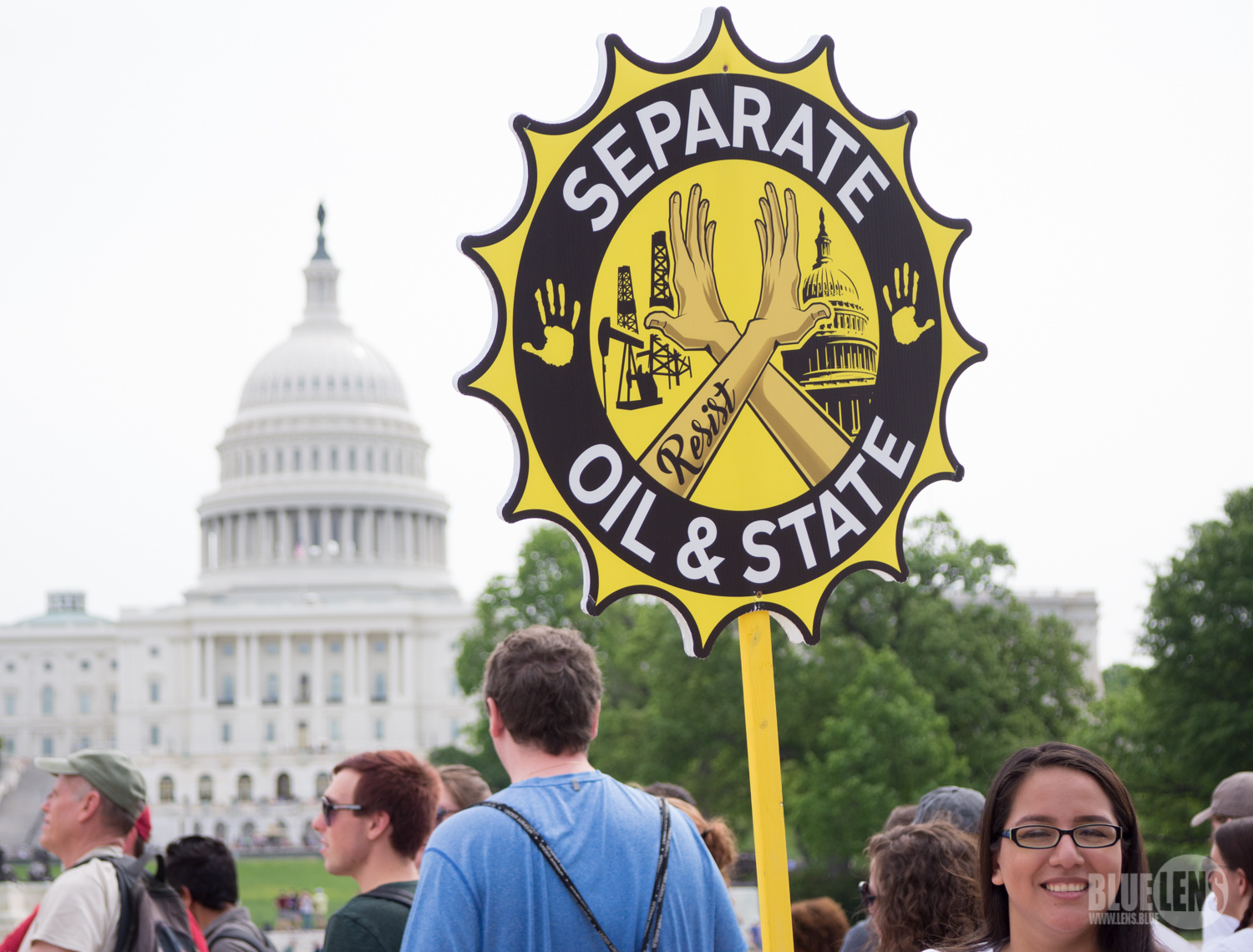
2017年の気候マーチで掲げられた、石油産業と政府の分離を訴えるプラカード

パリ協定調印以降、アメリカの銀行60社は化石燃料産業に6兆9000億ドル融資している。そのうちJPモルガン・チェース、シティバンク、ウェルズ・ファーゴ、バンク・オブ・アメリカの4社は1兆5000億ドル融資している。
Vox Mediaは2021年に化石燃料産業の広告を禁止した。

### オーストラリア
オーストラリア最大のメディア企業であるニューズ・コープは石炭産業の利益のため、気候科学を攻撃し、オーストラリアの気候政策を推進する政治家を失脚させている。

### ヨーロッパ
シェルによる化石燃料ロビーは欧州連合（EU）の再生可能エネルギー目標を弱体化させている。
化石燃料ロビーが政治家と関わることの法的禁止をEUは検討している。
イギリスの地球温暖化政策財団は日本の地球温暖化懐疑論にも影響を与えている。
ダーゲンスETC、ガーディアン、ダーゲンス・ニュヘテル、RTBF、ル・モンドなどは化石燃料産業の広告を禁止している。

### 日本
イギリスの気候変動シンクタンクであるインフルエンス・マップによると、日本経済団体連合会（経団連）に所属するごく一部（日本のGDPの10%）の電力、鉄鋼、自動車、セメント、電気機械、化石燃料産業による火力発電の増強を求める強力なロビー活動が反映されているため、日本の気候政策はIPCCやパリ協定の目標と一致していない。医療・小売・金融・物流・建設、不動産産業の多数の企業（日本のGDPの70%）は100%再生可能エネルギー目標を掲げており、また日本政府に温室効果ガス排出削減目標の引き上げを求めているが、それらの業種は日本の気候政策にさほど関与できていないという。
クライメート・インテグレートは、日本のエネルギー政策を決定する政府の審議会の参加者は50-70代以上の男性で7割を占め、その多くがエネルギー集約型産業と関連していると指摘している。
日本の銀行（三菱UFJフィナンシャル・グループ、みずほフィナンシャルグループ、三井住友銀行）の化石燃料産業への融資はアメリカの銀行に次いで多額となっている。
国境なき記者団によると、企業からの圧力により、日本のメディアでは健康問題や汚染などのトピックで自己検閲がなされている。